# Tintagel Castle
Tintagel Castle är ett slott i Storbritannien.   Det ligger i grevskapet Cornwall och riksdelen England, i den södra delen av landet, 300 km väster om huvudstaden London. Tintagel Castle ligger 54 meter över havet.
Terrängen runt Tintagel Castle är platt söderut, men åt nordost är den kuperad. Havet är nära Tintagel Castle åt nordväst. Runt Tintagel Castle är det ganska tätbefolkat, med 70 invånare per kvadratkilometer. Närmaste större samhälle är Wadebridge, 17,5 km söder om Tintagel Castle. 